# Sandra Felten
Sandra Felten (ur. 25 kwietnia 1972) – luksemburska lekkoatletka.
Wielokrotna medalistka igrzysk małych państw Europy. W 1991 wywalczyła złoty medal w biegu na 400 m i w sztafecie 4 × 100 m, w 1993 zdobyła brąz na 400 m, w 1995 została srebrną medalistką w sztafecie 4 × 100 m, natomiast w 1997 wywalczyła srebro na 200 m i brąz na 400 m.
Mistrzyni Luksemburga na 100 m z 1997 i 1998, 200 m z 1990, 1995, 1997 i 1998, 400 m z lat 1990-1997, 100 m ppł z 1997 oraz pchnięciu kulą z lat 1992-1994, 1996, 1997 i 2001.
Rekordy życiowe:
- 400 m – 56,13 s (Andorra la Vella, 24 maja 1991)
- pchnięcie kulą – 13,45 m (Luksemburg, 18 maja 1996)